# Michel Olyff
Pour les articles homonymes, voir Olyff.
Michel Olyff est un graphiste belge, né le 17 juillet 1927 à Anvers et mort le 17 novembre 2023 à Haut-Ittre.

## Biographie

### Jeunesse
Fils de l'ingénieur et caricaturiste Hubert Olyff, alias Bizuth, et descendant par sa mère Claire de la lignée d'artistes De Vigne, Michel Olyff déménage avec ses parents en 1937 dans le quartier ucclois du Kammerdelle, où il est voisin des familles d'artistes Dasnoy, Strebelle, Moeschal et Leplae.
Après une scolarité chahutée par la guerre, il entre en 1947 à l'Institut des arts décoratifs de La Cambre à Bruxelles, dont il sortira diplômé en illustration du livre après avoir suivi l'enseignement de Joris Minne et Lucien De Roeck. En même temps, il se rapproche du groupe CoBrA en formation, et participe en 1948 à la création des Ateliers du Marais à Bruxelles avec Pierre Alechinsky. Y emménagent également leurs contemporains et condisciples Olivier Strebelle et Reinhoud, rejoints par Luc de Heusch, André Jacqmain et Christian Dotremont. Trois numéros de la revue Cobra ont été illustrés de ses gravures et lithographies.

### Parcours artistique
En 1975, Michel Olyff devient titulaire du cours de gravure à l'école d'arts plastiques Le 75 ; il dispensera aussi les cours de technique de la lettre à l'École nationale supérieure d'Architecture et des Arts décoratifs de La Cambre, et sera maître de conférence invité à l'Université catholique de Louvain (cours de graphisme en journalisme et édition).
Avec ses professeurs de typographie et amis, Fernand Baudin et Lucien De Roeck, il fait partie des « piliers » des Rencontres internationales de Lure, depuis les premières éditions jusqu'au début du XXIe siècle.
Engagé dans la défense d'un métier qui, à ses débuts, n'avait pas encore vraiment de nom, il devient membre de l'Alliance graphique internationale en 1966. De 1972 à 1974, il a présidé la Chambre belge de graphistes.
Il est membre de la Classe des Arts de l'Académie royale des sciences, des lettres et des beaux-arts de Belgique depuis 1993. Il en est président en 2001,.

### Activités
Parallèlement à des recherches créatives personnelles – grands dessins à l'encre de Chine, gravures sur bois, lino ou lithographies, lettrages –, Michel Olyff applique son art dans de nombreuses disciplines graphiques :
- illustration ;
- affiches[15], principalement culturelles :
- timbres-poste :
- typographie et mise en page : dessin de lettres[16], couvertures pour les éditions Cobra ou Le Bon Usage, typographie, mise en page, jaquette et reliure pour la Nouvelle Biographie nationale (1987)[17], … ;
- signalétique : Maison de l'Unesco (Paris), Cité de la Radio-Télévision belge au boulevard Reyers 52 à Schaerbeek, musées royaux (Bruxelles) ;
- logotypes (emblèmes comme il préfère dire[18]) : Société philharmonique de Bruxelles (1959), radio-télévision belge (1960[19] ou 1967[20],[21],[22]), le chevalier orange du Crédit communal (1960), Europalia (1969), Année internationale du livre (1972)[23], la couronne des musées royaux des Beaux-Arts (1973), Générale de banque, Patrimoine mondial de l'UNESCO (1978), le petit bonhomme de la Ligue des Familles (1978), Loterie nationale (1984) ;

« Quand j’ai créé cet emblème [celui de la RTB], je me suis fixé une espèce de scénario. Qu’est-ce que la radio ? Qu’est-ce qu’on utilise dans les studios ? Tout ce qui est enregistré tourne pour être émis : un disque sur une platine, les bandes magnétiques, les bobines de cinéma, etc. J’ai donc créé un disque (le “disque” blanc dans l’emblème) et une spirale (en noir) qui part de ce disque et qui va de plus en plus loin. Cette spirale s’interrompt lorsqu’on arrive à obtenir la forme du pavillon d’un phonographe, d’un instrument à vent. Ce n’est donc ni une oreille, ni un œil, symboles de récepteur, mais bien un pavillon ou un cornet, symbole de l’émetteur. »—  dans   « Interview de Michel Olyff, créateur de l'emblème de la RTB(F) : un procès emblématique ! », Comment télez-vous ?, no 37,‎ novembre 1997, p. 10-14 (lire en ligne)

« Pour celui-là [le logo de la Loterie nationale], je me suis inspiré de l’ancien signe, une sorte de corne d’abondance, qui était un peu croquignolet, trop compliqué ...  Mon bigorneau, c’est une refonte de cette corne d’abondance, schématisée, simplifiée. J’ai essayé que ce soit compact. Un bon logo, c’est quelque chose de simple et de marquant. De mémorisable rapidement aussi. Mais la panique du graphiste, c’est de se dire : c’est très simple, est-ce que cela n’existe pas déjà ? »—  dans   Sophie Devillers, « Olyff, dans l’inconscient collectif », La Libre Belgique, 27 novembre 2008

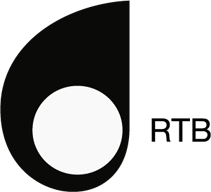
Logo de la RTB - BRT
Logo du patrimoine mondial. Le carré central symbolise les résultats de compétence humaine et d’inspiration, le cercle célèbre les cadeaux de la nature. L’emblème est rond, comme le monde, un symbole de protection globale pour le patrimoine de l’humanité[24].
Logo de la Loterie nationale
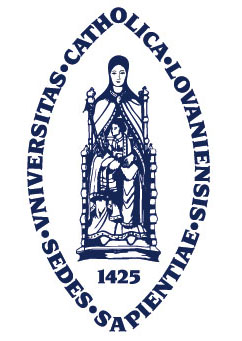
La Sedes Sapientiæ, nouvelle version (1993) du sceau de l'université catholique de Louvain créé en 1909.

### Vie privée
Après avoir habité Nieuport-Bains, de 1953 à 1963, où Michel Olyff a fondé sa famille, il s’établit à Haut-Ittre en Brabant wallon, depuis 1970,. Sa fille Clothilde, née en 1962, pratique et enseigne également la création typographique à l’école de La Cambre et au 75,.

### Décoration
Michel Olyff est décoré du Grand cordon de l'ordre de Léopold.

### Mort
Michel Olyff meurt le 17 novembre 2023 à l'âge de 96 ans.

## Ouvrages
- (nl) Ernest Hemingway (trad. de l'anglais par Albe, ill. Michel Olyff), De Oude Man en de Zee [« The Old Man and the Sea »] (ouvrage pour la jeunesse), Bruges, Desclée de Brouwer, 1954, 32 p. (OCLC 811854647, BNF 14571991)
- Marc Delepeleire, Gabriel Thoveron, Michel Olyff, Les Médias à découvert, Vie ouvrière, Bruxelles, 1988.  (ISBN 9782870032268)
- Michel Olyff, Conversation avec Ben Durant, Gerpinnes, Tandem, 2000, 64 p. (ISBN 2-87349-046-2)
- Michel Olyff, « Questions graphiques, enjeux et contraintes : Discours », Bulletin de la Classe des Beaux-Arts, Bruxelles, Académie royale de Belgique, 6e série, vol. 12, nos 7/12,‎ 2001, p. 345-373 (ISSN 0378-0716, BNF 42496171)
- Daniel Couvreur, Michel Olyff, Karl Scheerlinck, Lucien De Roeck, éditions Borgerhoff & Lamberigts, 2008, 158 p.  (ISBN 9789089310262)